# Richard Winters

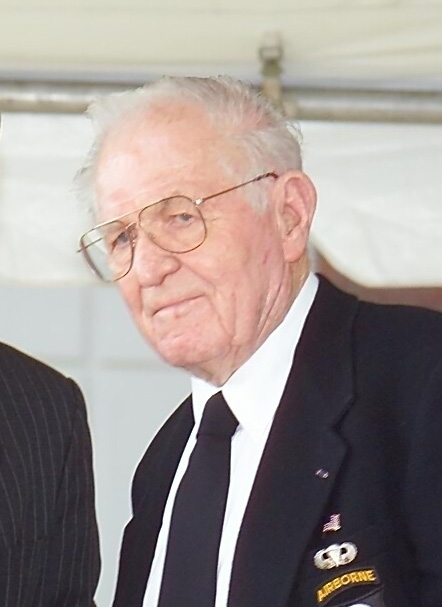
Richard Winters jako weteran, 2004

Richard D. Winters (ur. 21 stycznia 1918 w New Holland w stanie Pensylwania, zm. 2 stycznia 2011 w Campbelltown w stanie Pensylwania) – amerykański oficer, trzeci dowódca kompanii E 2. batalionu 506 Pułku Piechoty Spadochronowej 101 Dywizji Powietrznodesantowej podczas II wojny światowej.

## Życiorys
Był synem Richarda i Edith Winters. Wkrótce po jego narodzinach rodzina przeniosła się do pobliskiej Ephraty, a następnie, gdy Richard junior miał osiem lat, do Lancaster. W 1937 ukończył Lancaster Boys High School, po czym uczęszczał do Franklin and Marshall College.
W szkole Winters brał udział w lokalnych rozgrywkach piłki nożnej i koszykówki. Trenował też zapasy, musiał jednak porzucić sport na rzecz studiów i pracy w niepełnym wymiarze godzin, która zapewniała mu podstawowe utrzymanie w college'u. Studia ukończył w 1941 roku z tytułem licencjata ekonomii.
25 sierpnia 1941 wstąpił do Armii Stanów Zjednoczonych. Przeszedł szkolenie podstawowe w Fort Craft i szkolenie oficerskie w Fort Benning, które ukończył ze stopniem podporucznika 2 lipca 1942 roku. Następnie został na własną prośbę przeniesiony do piechoty spadochronowej. Kontynuował szkolenie specjalistyczne w Camp Toccoa z kompanią E 506 Pułku Piechoty Spadochronowej 101 Dywizji Powietrznodesantowej, w której został dowódcą 1. plutonu.
6 czerwca 1944 roku został zrzucony ze spadochronem w Normandii na początku operacji Overlord. Osobiście kierował akcją pod dworem Brécourt, za którą otrzymał Krzyż Wybitnej Służby. Wskutek zaginięcia dowódcy kompanii E por. Thomasa Meehana (później okazało się, że poległ w D-Day) Winters przejął dowodzenie nad jednostką i kierował nią przez resztę kampanii normandzkiej.
Winters dowodził kompanią E podczas operacji Market Garden we wrześniu 1944 roku. W grudniu 1944 przybył z jednostką do miasta Bastogne w Belgii i brał czynny udział w jego obronie. Został awansowany na majora i mianowany dowódcą 2. batalionu, którą to funkcję pełnił do końca wojny. 4 listopada 1945 roku powrócił do Stanów Zjednoczonych, 24 listopada został zwolniony z czynnej służby wojskowej.
W 1950 roku, podczas wojny koreańskiej, Winters został ponownie powołany do armii i przez krótki czas służył jako oficer planowania i szkolenia pułku w Fort Dix w stanie New Jersey. Po zgłoszeniu się na ochotnika i ukończeniu szkolenia rangersów Winters otrzymał przydział bojowy i przygotowywał się do wyjazdu do Korei, ale zamiast tego opuścił armię na mocy zarządzenia, które pozwalało oficerom służącym podczas II wojny światowej, ale od tego czasu niepełniącym czynnej służby, odejść na własną prośbę.

## W kulturze
Jego losy zostały ukazane w serialu Kompania braci z Damianem Lewisem w roli głównej, opartym na książce Stephena Ambrose’a o tym samym tytule.
Napisania jego biografii podjął się Larry Alexander w książce Największy brat • Życie majora Dicka Wintersa, dowódcy Kompanii braci (pol. wyd. Magnum 2006). W tym samym roku na rynku amerykańskim ukazała się autobiografia Wintersa (napisana przy pomocy Cole’a C. Kingseeda) pt. Beyond Band of Brothers • The War Memoirs of Major Dick Winters (pol. wyd. Napoleon V 2018 Poza kompanią Braci. Wspomnienia wojenne majora Dicka Wintersa).